# Suffrica
Genre
Suffrica est un genre d'araignées aranéomorphes de la famille des Zodariidae.

## Distribution
Les espèces de ce genre se rencontrent en Tanzanie et au Kenya.

## Liste des espèces
Selon World Spider Catalog (version 17.5, 20/10/2016) :
- Suffrica chawia Henrard & Jocqué, 2015
- Suffrica exotica Henrard & Jocqué, 2015
- Suffrica gus Henrard & Jocqué, 2015

## Publication originale
- Henrard & Jocqué, 2015 : On the new Afrotropical genus Suffrica with discovery of an abdominal gland and a dual femoral organ (Araneae, Zodariidae). Zootaxa, no 3972, p. 1-25.